# Toxic Affair
Toxic Affair (Fernsehtitel: Toxic Affair – Die Fesseln der Liebe) ist ein französischer Spielfilm aus dem Jahr 1993. Regie führte Philomène Esposito.

## Handlung
Die Pariser Schriftstellerin Pénélope sucht regelmäßig einen Psychotherapeuten auf, da sie unter Schreibblockaden leidet und sich eine Krebserkrankung einbildet. Zudem ist sie selbstmordgefährdet. Kurz vor Weihnachten beendet auch ihr Freund Georges die Beziehung. Gemeinsam mit ihrer Freundin Sophie versucht sie ihren Kummer zu vergessen. Da Pénélope auch von ihrem Therapeuten enttäuscht ist, sucht sie stattdessen einen Wahrsager auf, der ihr erklärt, dass sie eine zweitausendjährige Seele hätte.
Pénélope lernt einen gewissen Mister Ray-Ban kennen, mit dem sie eine Wanderung unternimmt. Diese dauert bis in die Dunkelheit an und die beiden übernachten auf einer Parkbank. Währenddessen baut ein Wanderzirkus in der Nähe ein Zelt auf und als sie erwachen, sind sie von den probenden Artisten umgeben. Auf der anderen Seite befindet sich ein Markt, auf dem Sophie gerade einkauft, ohne Pénélope zu bemerken.
Da im Hintergrund Musik gespielt wird, kann Pénélope auch nicht auf sich aufmerksam machen. Mister Ray-Ban geht auf Sophie zu und die beiden küssen sich. Danach nimmt Sophie die beiden in ihrem Auto mit und Pénélope steigt vor einem kleinen Laden aus. Sie geht in den Laden, während Sophie und Mister Ray-Ban weiterfahren, und kauft darin weißes Papier. Als sie den Laden verlässt, steigt sie auf ein Fahrrad und fährt glücklich davon.

## Kritik
„Der erste Leinwandauftritt von Isabelle Adjani nach fünf Jahren ist eine herbe Enttäuschung. Die Tragikomödie einer ‚emotionalen Entwöhnung‘ bleibt ohne Witz und Tiefe, der Star grimassiert am Rande der Selbstparodie.“